# Семоржа
Семоржа — деревня в Монастырщинском районе Смоленской области России. Входит в состав Татарского сельского поселения. Население — 0 жителей (2021 год). 
Расположена в западной части области в 34 км к юго-западу от Монастырщины, в 36 км южнее автодороги Р135 (Смоленск - Красный - Гусино). В 50 км севернее деревни расположена железнодорожная станция Гусино на линии Москва — Минск.

## История
В годы Великой Отечественной войны деревня была оккупирована гитлеровскими войсками в июле 1941 года, освобождена в сентябре 1943 года.